# Bruce Vilanch
Bruce Vilanch (n. Nueva York, Estados Unidos, 23 de noviembre de 1948) es un comediógrafo que se hizo conocido por su participación en el programa Hollywood Squares, junto a Whoopi Goldberg.

## Biografía
Vilanch asistió a la Universidad Estatal de Ohio, donde estudió teatro, graduándose en 1970. En 1978 fue uno de los autores de The Star Wars Holiday Special.